# Маганск
Маганск — село в Берёзовском районе Красноярского края России. Административный центр Маганского сельсовета.

## География
Село расположено вдоль Транссибирской железнодорожной магистрали, на берегах реки Берёзовка, примерно в 18 км к юго-юго-востоку (SSE) от районного центра, посёлка Берёзовка. Абсолютная высота — 241 метр над уровнем моря. Село расположено у подножья холма, именуемое местными жителями как Маган.Холм богат разнообразной флорой и фауной, усеян народными тропами и одной автомобильной дорогой. .

## Население
| 1989 | 2002 | 2010 |
| ---- | ---- | ---- |
| 952  | ↘878 | ↘831 |

Гендерный состав
По данным Всероссийской переписи населения 2010 года 380 мужчин и 451 женщина из 831 чел.

## Инфраструктура
В Маганске имеются средняя общеобразовательная школа, врачебная амбулатория, дом культуры, библиотека и почтовое отделение.

## Улицы
Уличная сеть села состоит из 30 улиц и 8 переулков.

## Транспорт
Сообщение с Красноярском осуществляется железнодорожным транспортом (по Транссибирской магистрали) и автобусным транспортом (по автодороге «Березовка — Маганск»). Существует также автобусное сообщение с райцентром, осуществляемое по той же автодороге.
На территории Маганска расположена пассажирская платформа «Березовка».